# Natd
natd – daemon zajmujący się translacją adresów sieciowych, stanowi element systemu FreeBSD. Przy jego pomocy można wykonać przekierowanie portów. Ustawienia programu natd można podawać w linii komend, bądź zapisać w pliku konfiguracyjnym (najczęściej /etc/natd.conf). W systemie FreeBSD może być też konieczne umieszczenie odpowiednich ustawień w pliku rc.conf. Przykładowo:
```
natd_enable
=
"YES"

natd_program
=
"/sbin/natd"

natd_interface
=
"xl0"

natd_flags
=
""

```